# Libélo
Libélo est le système de vélos en libre-service et en location longue durée de l'agglomération de Valence dans la Drôme.

## Présentation
Le projet fut financé par l'ancienne communauté d'agglomération Valence Agglo – Sud Rhône-Alpes (2009-2014) et inauguré le 28 mars 2010. Il comprend désormais 375 vélos en libre-service, dont 165 à assistance électrique, et 236 vélos en location longue durée sur la base du concept mis au point par la société Smoove, puis par Lyft Urban Solutions. Ces vélos sont répartis sur 73 stations à travers les communes Valence, Bourg-lès-Valence, Saint-Marcel-lès-Valence, Alixan, Guilherand-Granges, Cornas, Saint-Péray, Malissard, Portes-lès-Valence, Bourg-de-Péage et Romans.

## Service
Contrairement à la plupart des autres systèmes de vélos en libre-service, la gestion de Libélo n'est initialement pas déléguée à une entreprise ni liée à un marché de publicité, mais assurée par Transdev Valence Mobilités, filiale de Drôme (groupe Transdev), et délégataire pour le compte de Valence Romans Mobilités du réseau de bus Citéa, né de la fusion du réseau CTAV avec le réseau Citébus de Romans-sur-Isère.
En 2018, le système est repris par PBSC Solutions urbaines (actuel Lyft Urban Solutions) qui fournit les vélos et stations.